# Baudouin de Boucle
Baudouin de Boucle est le fondateur de l'abbaye de Baudeloo. Il est né à Boucle dans la commune d'Everghem d'où il doit son nom et est mort en 1200.

## Biographie
Il entra d'abord au abbaye Saint-Pierre de Gand (aussi appelée abbaye Saint-Pierre au-Mont-Blandin). Il fuit ensuite envoyé pour diriger le prieuré de Levesham en Angleterre, mais faisant partie des possessions de l'abbaye de Saint-Pierre de Gand. Il retourna ensuite dans sa patrie et se retira en ermite à Petit-Sinay dans le Pays de Waes. Il s’associa avec d'autres solitaire pour former une petite communauté, qui participèrent au défrichement du Pays de Waes. Avec l'aide de Baudouin IX, comte de Flandre, la communauté fut transformée en abbaye sur le territoire de Sinay et pris le nom de son fondateur : abbaye de Baudeloo, c'est-à-dire l'abbaye du Bois de Baudouin.